# Наумов, Владимир Николаевич
Владимир Николаевич Наумов (1931—2015) — советский и российский композитор.
Автор симфонических поэм, сочинений для оркестра народных инструментов, а также многих вокальных произведений различных жанров для хоров и солистов, концертных пьес для различных инструментов. Член Союза композиторов СССР (1980).

## Биография
Родился 1 сентября 1931 года в селе Амонаш Канского района Красноярского края.
Молодые годы провёл в Сибири, где окончил школу и получил профессиональное музыкальное образование: учился по классу скрипки в Новосибирской детской музыкальной школе (1938—1945), в народно-оркестровом отделении Якутского музыкального училища (1965) и на теоретическом факультете Новосибирской государственной консерватории (1978).
Работал музыкальным руководителем ансамбля в посёлке Белокуриха Алтайского края (1950—1953), руководителем оркестра ансамбля песни и пляски Сибирского военного округа в Новосибирске (1954—1962), преподавал в Якутском (1962—1965) и Южно-Сахалинском (1966—1967) музыкальных училищах. В 1967 году Владимир Наумов начал деятельность в Сахалинской областной филармонии, где вскоре стал её художественным руководителем, а с 1970 по 1984 год занимал пост директора. Созданный Наумовым в 1967 году Сахалинский народный хор выступал по всему Дальнему Востоку: на Сахалине и Курильских островах, в Хабаровске, Комсомольске-на-Амуре, Петропавловске-Камчатском, Советской Гавани и Ванино. С хором гастролировал в Москве, Ленинграде, Ставрополе, Кисловодске, Ростове-на-Дону и Минске; совершил зарубежные турне по Чехословакии и Японии.
В 1986 году Владимир Николаевич переехал в Воронеж и включился в музыкальную жизнь города и области. Работал работал директором Театра оперы и балета (1987—1988), был председателем (1988—1989) и заместителем председателя (1989—1993) Воронежской композиторской организации.
Умер 23 мая 2015 года в Воронеже.
В 1971 году В. Н. Наумов был награждён орденом «Знак Почёта», в 1984 году ему было присвоено звание «Заслуженный деятель искусств РСФСР». В 2012 году стал лауреатом Всероссийской премии имени Соловьева-Седова.